# كينيتشي سوزومورا
كينيتشي سوزومورا (鈴村健一 سوزومورا كينيتشي) هو مؤدي أصوات ياباني ولد في 12 سبتمبر 1974 في محافظة نييغاتا.

## أدواره في الأنمي

### مسلسلات أنمي تلفزيونية
- البدلة المتنقلة جاندام سيد ديستني - شين أسوكا
- جاندام بيلد فايترز تراي - ويلفريد كيجيما
- نادي مضيفي ثانوية أوران - هيكارو هيتاتشين
- أبطال الديجيتال الجزء الرابع - سامر
- بي بليد - ستيف
- كابتن ماجد: الطريق إلى 2002 - وليد
- كابتن ماجد (2018) - وليد
- غاد غارد - هاجيكي سانادا
- غينتاما - سوغو أوكيتا
- غينتاما’ - سوغو أوكيتا
- غينتاما゜ - سوغو أوكيتا
- جوشين إنبو - تايتو
- سول إيتر - كيليك لونغ
- سول إيتر نوت! - كيليك لونغ
- دي جرايمان - لافي
- ترينيتي بلاد - ديتريخ
- X - كاموي شيرو
- زومبي-لون - تشيكا أكاتسوكي
- سبايرال - أيومو نارومي
- تسوكيهيمي: أسطورة القمر - شيكي تونو
- بيز غيمر - توكي ميشيبا
- عندما تبكي النوارس - جورج أوشيروميا
- ناروتو شيبودن - أوتاكاتا، تشومي، سكيا
- بوروتو: ناروتو نكست جينيريشنز - سكيا
- أولينسيس الفضي - كويتشي آيزاوا
- AVENGER - تيو
- سوبر غالز! - يويا أسو
- آيرون مان - شو
- ستار درايفر - تسوكيهيكو بو
- ميري آكلة الأحلام - ريوتا إيجيما
- أكسل وورلد - آش رولر
- ماغي: The Labyrinth of Magic - كا كوبون
- ماغي: The Kingdom of Magic - كا كوبون
- غايست كراشر - سايفر
- ميد ساما! - الإخوة إينوياما الخمسة، تورا إيغاراشي
- كود:بريكر - توكي
- حرب السحر - كازومي إيدا
- كرة سلة كوروكو - أتسوشي موراساكيبارا
- فايري تايل - روغ تشيني
- كيوسوغيغا - ميوي
- كابتن إيرث - أمارا
- فري! Eternal Summer - موموتارو ميكوشيبا
- سماء نصف القمر - يويتشي إزاكي
- ويك أب, جيرلز! - تاسوكو هاياساكا
- أبطال الزهور الستة - هانس هامبتي
- بريزون سكول - شينغو
- أمراء الغناء 1000% - ماساتو هيجيريكاوا
- أمراء الغناء 2000% - ماساتو هيجيريكاوا
- أمراء الغناء ريفولوشنز - ماساتو هيجيريكاوا
- أمراء الغناء ليجند ستار - ماساتو هيجيريكاوا
- أسوماتسو-سان - إيامي
- كونكريت ريفولوتيو: فنتازيا الخوارق - رايتو شيبا
- كونكريت ريفولوتيو: فنتازيا الخوارق THE LAST SONG - رايتو شيبا
- سيراف النهاية - كرولي يوسفورد
- سيراف النهاية: معركة ناغويا - كرولي يوسفورد
- النمر المقنع W - هيروشي تاناهاشي
- ري:كرياتورز - يويا ميروكوجي
- شفارتزيس ماركن - تيودور إيبرباخ
- ميزان نيل أدميراري - شيزورو ميغيوا
- عروس الساحر - أدولف ستراوس
- حرب الكواكب: الأطروحة الجديدة - عادل
- شينيا! تينساي باكابون - باكازومي
- إس إس إس إس.غريدمان - آنتي/غريدنايت
- بوكيمون إكس/واي - ستيفن
- بونغو ستراي دوغز - كاتاي تاياما
- فريق الإطفاء الناري - تاكيهيسا هيناوا
- إنفينيت ديندوغرام - فيغارو
- سيف قاتل الشياطين - أوباناي إيغورو
- فيت/غراند أوردر: الجبهة الشيطانية المطلقة بابيلونيا - روماني آركمان
- توكو - رانمارو شيندو
- إكس - كاموي شيرو

### أوفا أنمي
- لاست أوردر: فاينل فانتسي VII - زاك فير
- MAKING OF KUROSHITSUJI II - تومبسون، تيمبر، كانتابيري
- إير جير: الأجنحة السوداء و غابة النوم Break on the sky - سورا تاكيوتشي

### أفلام أنمي
- سلسلة أفلام حدود الفراغ
  - حدود الفراغ: الفصل الأول «طلة على المنظر» - ميكيا كوكوتو
  - حدود الفراغ: الفصل الثاني «دراسة القتل (الجزء الأول)» - ميكيا كوكوتو
  - حدود الفراغ: الفصل الثالث «بقايا الألم» - ميكيا كوكوتو
  - حدود الفراغ: الفصل الرابع «كهف الدير» - ميكيا كوكوتو
  - حدود الفراغ: الفصل الخامس «لولب التناقض» - ميكيا كوكوتو
  - حدود الفراغ: الفصل السادس «تسجيل النسيان» - ميكيا كوكوتو
  - حدود الفراغ: الفصل السابع «دراسة القتل (الجزء الثاني)» - ميكيا كوكوتو
- فيلم غينتاما: الترجمة الجديدة, فصل بينيزاكورا - سوغو أوكيتا
- فيلم غينتاما: الخاتمة, يوروزويا للأبد - سوغو أوكيتا
- غينتاما: ذا فاينل - سوغو أوكيتا
- فري! تايمليس ميدلي - موموتارو ميكوشيبا
- فري! تيك يور ماركز - موموتارو ميكوشيبا
- قاتل الشياطين الفيلم: قطار اللانهاية - أوباناي إيغورو

## أدواره في ألعاب الفيديو
- سلسلة كينغدوم هارتس
  - كينغدوم هارتس II - ديميكس
  - كينغدوم هارتس 358/2 دايز - ديميكس
  - كينغدوم هارتس بيرث باي سليب - زاك
- تيلز أوف ليجنديا - سينيل كوليدج
- تيلز أوف فرسس - سينيل كوليدج
- تيلز أوف ذا وورلد: ريف يونايتيا - سينيل كوليدج
- سلسلة ألعاب سوبر روبوت وورز - شين أسوكا
- بيرسونا 4 أرينا ألتيماكس - شو مينازوكي
- ناروتو شيبودن: ألتيميت نينجا ستورم ريفولوشن - أوتاكاتا
- ناروتو شيبودن: ألتيميت نينجا ستورم 4 - أوتاكاتا
- دانغانرونبا V3: كيلينغ هارموني - كوريكيو شينغوجي
- X: القرار المصيري - كاموي شيرو
- البدلة المتنقلة جاندام سيد ديستني: جينيريشن أوف كوزميك إيرا - شين أسوكا

## أدواره في الدبلجة اليابانية
- أبطال خارقون - دودي

## وصلات خارجية
- كينيتشي سوزومورا على موقع IMDb (الإنجليزية)
- كينيتشي سوزومورا على موقع ميوزك برينز (الإنجليزية)
- كينيتشي سوزومورا على موقع أول ميوزيك (الإنجليزية)
- كينيتشي سوزومورا على موقع ديسكوغز (الإنجليزية)
- كينيتشي سوزومورا على موقع قاعدة بيانات الفيلم (الإنجليزية)
- كينيتشي سوزومورا على موقع ANN person (الإنجليزية)